# Asz-Szujuch (Palestyna)
Asz-Szujuch (arab. الشيوخ) – miasto w Autonomii Palestyńskiej (południowy Zachodni Brzeg, muhafaza Hebron). Według danych oficjalnych na rok 2007 liczyła 8 679 mieszkańców.